# Tillandsia rosacea
Tillandsia rosacea là một loài thực vật có hoa trong họ Bromeliaceae. Loài này được L.Hrom. & W.Till mô tả khoa học đầu tiên năm 2005.